# Banco Fondo Común
BFC Banco Fondo Común, C.A. Banco Universal (en adelante BFC) es una Institución Bancaria venezolana de capital privado, autorizada para operar como Banco Universal.  Su sede principal está situada en la Urbanización El Rosal, Caracas. Es el décimo segundo banco más grande del país por lo que se ubica en el segmento mediano según el ranking de SUDEBAN. BFC tiene unas 165 agencias bancarias en todo el país.

## Historia
A continuación, principales hitos sobre la evolución financiera de BFC:
- 1963. El Banco fue constituido originalmente como Inversora Santiago de León S.R.L., y ha modificado sucesivamente la denominación social tal como sigue:
- 1971. Sociedad Financiera Santiago de León, C.A.
- 1996. Banco de Inversión Santiago de León, C.A.
- 1999. Banco Comercial Santiago de León, C.A.
- 1999. Invercorp Banco Comercial, C.A.
- 2001. TotalBank, Banco Comercial, C.A.
- 2005.  Asimismo el banco cambió su razón social a “TotalBank, C.A. Banco Universal”

En este mismo año “TotalBank, C.A. Banco Universal” adquirió a “Fondo Común, C.A., Banco Universal”, esta última institución era el resultado de la fusión realizada entre el Banco República, C.A. Banco Universal y Fondo Común Entidad de Ahorro y Préstamo, S.A. en el año 2001.
Cabe destacar que, Fondo Común Entidad de Ahorro y Préstamo, S.A. a su vez había efectuado interesantes procesos de fusiones aproximadamente en el año 2000, que le permitieron ubicarse entre los diez primeros bancos del sistema, tales como las fusiones realizadas con “La Vivienda Entidad de Ahorro y Préstamo, C.A.”, y “Del Centro Entidad de Ahorro y Préstamo, C.A.” (la cual operaba sólo en los estados Aragua y Carabobo), específicamente esta última Entidad en el año 1986 se había fusionado con Futuro Entidad de Ahorro y Préstamo, todos estos procesos de fusiones condujeron a una ampliación significativa de la red de oficinas a nivel nacional.
- 2006. Fondo Común C.A., Banco Universal, modificó su denominación social e imagen a BFC Banco Fondo Común, C.A., Banco Universal. Un año antes, cambia de sede, pasando de la Avenida Andrés Bello (a una cuadra de la Contraloría General de la República) al sector El Rosal del Municipio Chacao, Estado Miranda.
- 2010. Producto de la Fusión entre BFC Banco Fondo Común, C.A. y “TotalBank, C.A. Banco Universal”, esta última institución modificó su denominación social a BFC Banco Fondo Común, C.A., Banco Universal.

## Junta Directiva de BFC
Está conformada por catorce (14) miembros, de los cuales siete (7) son Directores Principales y siete (7) son Directores Suplentes, los cuales durarán en sus funciones cinco (5) años de conformidad con la normativa vigente aplicable.